# Ojalá Val del Omar
Ojalá Val del Omar és una pel·lícula de caràcter documental espanyola dirigida el 1994 per Cristina Esteban i amb la fotografia de Javier Quintanilla basat en quatre anys d'estudi sobre la figura del cineasta i artista espanyol José Val del Omar (1904-1982). Va gaudir d'ajudes de la Generalitat Valenciana i de l'Institut de la Cinematografia i de les Arts Audiovisuals (ICAA)

## Sinopsi
El documental recupera i reivindica la vida i obra del cineasta i artista prenent el títol de la seva última obra, Ojala, que havia de tancar la seva col·lecció d'elementals. Utilitza la veu en off de l'actor Juan Diego. Es fa una visita de la seva casa, es conversa amb els seus familiars, hi ha entrevistes a personatges com l'escultor Arturo Baltar Santos i es visita el seu estudi PLAT a Galícia.

## Recepció
Amb prou feines va tenir repercussió a les sales comercials quan es va estrenar el novembre de 1994 a València, però fou exhibit a la secció Finestra sulle imagine de la 51a Mostra Internacional de Cinema de Venècia, en el marc d'una retrospectiva sobre José Val del Omar. Fou exhibida al Festival de Cinema d'Alcalá de Henares a la mostra Cinema Jove i al Festival de Sitges, però l'únic premi que va obtenir va ser el Premi Turia a la millor opera prima en l'edició de 1995.